# 兵隊極道
『兵隊極道』（へいたいごくどう）は、1968年9月18日に公開された日本映画。製作は東映。1968年から1974年まで製作されたヤクザ映画『極道シリーズ』の3作目。主演は若山富三郎。監督は佐伯清。カラー。シネマスコープ。

## スタッフ
- 監督：佐伯清
- 脚本：松本功、鳥居元宏
- 企画：俊藤浩滋、松平乗道
- 撮影：鈴木重平
- 音楽：冨田勲
- 美術：吉村晟
- 編集：堀池幸三
- 録音：中山茂二
- スチール：木村武司
- 照明：長谷川武夫

## 出演
- 島村清吉：若山富三郎
- 酒巻桂馬：名和宏
- 酒巻千賀子：宮園純子
- 秀芳：大信田礼子
- 若葉かおる：石井富子
- 竹本銀三：山城新伍
- 庖丁：菅原文太
- 天文台：徳大寺伸
- サーカス：志賀勝
- 永井豊：里見浩太郎
- ゲンコツ：八名信夫
- タイボク：団巌
- 渡辺大佐：藤岡重慶
- 北村中尉：穂高稔
- 南軍曹：潮健児
- 吉岡少佐：天津敏
- 立花憲兵曹長：遠山金次郎
- 大石曹長：小田部通麿
- 鈴木伍長：白川浩三郎
- 榊原武千代：金子信雄
- マムシの秀：汐路章
- お神楽吉：西田良
- 信公：畑中伶一
- 憑二虎：関山耕司
- 花子：松原恵津子
- 衛兵司令：唐沢民賢
- 憲兵：寺内文夫

## 映像ソフト
1986年9月10日、東映ビデオから本作を収録したVHSビデオが発売された。